# Dreatin-Gletscher
Der Dreatin-Gletscher (bulgarisch ледник Дреатин lednik Dreatin) ist ein 12 km langer und 7,5 km breiter Gletscher auf der Trinity-Halbinsel des Grahamlands im Norden der Antarktischen Halbinsel. Er liegt südwestlich des Snepole-Piedmont-Gletschers sowie nördlich des Aitkenhead-Gletschers und fließt auf der Nordostseite des Detroit-Plateaus aus dem Gebiet südwestlich des Mount Bradley und nördlich des Tufft-Nunataks in südöstlicher Richtung zum Prinz-Gustav-Kanal.
Deutsche und britische Wissenschaftler nahmen 1996 seine Kartierung vor. Die bulgarische Kommission für Antarktische Geographische Namen benannte ihn 2010 nach der Ortschaft Dreatin im Westen Bulgariens.